# Delfí Geli
Delfí Geli (ur. 22 kwietnia 1969 w Salt) – hiszpański piłkarz, grający na pozycji obrońcy. W finale Pucharu UEFA 2000/01, grając w barwach Deportivo Alavés zdobył podczas dogrywki gola samobójczego, który dał zwycięstwo przeciwnikowi, Liverpoolowi. W swojej karierze rozegrał 4 mecze w reprezentacji Hiszpanii.